# مواد هسته‌ای
مواد هسته‌ای (به انگلیسی: Nuclear material) طبق تعریف آژانس بین‌المللی انرژی اتمی، به به هر شکلی از فلزات اورانیوم، پلوتونیم و توریم اشاره دارد. این مواد به «مواد اولیه» مانند اورانیوم طبیعی و اورانیوم ضعیف‌شده، و «ماده شکافت‌پذیر ویژه» مانند اورانیوم غنی‌شده (اورانیوم-۲۳۵)، ااورانیوم-۲۳۳ و پلوتونیوم-۲۳۹ تقسیم می‌شود. کنسانتره‌های سنگ معدن اورانیوم «ماده اولیه» در نظر گرفته می‌شوند، اگرچه این مواد تحت پادمان‌های پیمان منع گسترش سلاح‌های هسته‌ای قرار ندارند.
طبق کمیسیون تنظیم مقررات هسته‌ای (NRC)، چهار نوع مختلف از مواد هسته‌ای تحت نظارت وجود دارد: مواد هسته‌ای ویژه، مواد منبع، مواد جانبی و رادیوم. ۱) مواد هسته‌ای ویژه دارای پلوتونیوم، اورانیوم ۲۳۳ یا اورانیوم ۲۳۵ هستند که محتوای آن‌ها بیشتر از مقدار موجود در طبیعت است. ۲) مواد منبع، توریم یا اورانیومی است که محتوای اورانیوم ۲۳۵ آن برابر یا کمتر از مقدار موجود در طبیعت باشد. ۳) ماده جانبی، ماده رادیواکتیوی است که منبع یا ماده هسته‌ای ویژه نیست. می‌تواند ایزوتوپی باشد که توسط یک راکتور هسته‌ای تولید می‌شود، پسماندها و ضایعاتی که از اورانیوم یا توریم از سنگ معدنی که عمدتاً برای محتوای ماده اولیه‌اش فرآوری شده است، تولید یا استخراج می‌شوند. مواد جانبی همچنین می‌توانند منابع گسسته رادیوم-۲۲۶ یا منابع گسسته ایزوتوپ‌های تولیدشده توسط شتاب‌دهنده یا ایزوتوپ‌های طبیعی باشند که تهدیدی بزرگ‌تر یا مساوی با یک منبع گسسته رادیوم-۲۲۶ ایجاد می‌کنند. ۴) رادیوم نیز یک ماده هسته‌ای درست‌شده است که در طبیعت یافت می‌شود و توسط واپاشی رادیواکتیو اورانیوم تولید می‌شود. نیمه عمر رادیوم تقریباً ۱۶۰۰ سال است.
کشورهای مختلف ممکن است از اصطلاحات متفاوتی برای مواد هسته‌ای استفاده کنند: در ایالات متحده آمریکا «مواد هسته‌ای» به « مواد هسته‌ای ویژه‌ای» (SNM) اشاره دارد که طبق تعریف قانون انرژی اتمی ۱۹۵۴ قابلیت تبدیل به سلاح هسته‌ای را دارند. «مواد هسته‌ای ویژه» نیز پلوتونیوم-۲۳۹، اورانیوم-۲۳۳ و اورانیوم غنی‌شده (U-۲۳۵) هستند.
باید توجه داشت که تعریف کنوانسیون حفاظت فیزیکی از مواد هسته‌ای (۱۹۸۰) توریم را شامل نمی‌شود.
کمیسیون تنظیم مقررات هسته‌ای (NRC) یک فرآیند نظارتی برای مواد هسته‌ای با پنج جزء اصلی دارد:
1. تدوین مقررات و دستورالعمل‌ها برای متقاضیان و دارندگان مجوز
2. صدور مجوز، انهدام و صدور گواهینامه برای متقاضیان استفاده از مواد هسته‌ای، یا بهره‌برداری، انهدام، صدور مجوز یا فسخ مجوز  تأسیسات هسته‌ای
3. نظارت بر عملیات و تأسیسات دارندگان مجوز که تضمین می‌کند دارندگان مجوز الزامات ایمنی را رعایت می‌کنند
4. تجربه عملیاتی در تأسیسات دارای مجوز یا فعالیت‌های دارای مجوز
5. پشتیبانی از تصمیمات با انجام تحقیقات، برگزاری جلسات استماع که به نگرانی‌ها رسیدگی می‌کند و دریافت بررسی‌های مستقل که از تصمیمات نظارتی NRC پشتیبانی می‌کنند

دفتر مدیریت محیط زیست (EM) وزارت انرژی ایالات متحده، سوخت هسته‌ای مصرف‌شده و مواد هسته‌ای مازاد را مدیریت و دفع می‌کند. برنامه مواد هسته‌ای دفتر مدیریت محیط زیست به‌طور ایمن و مطمئن، سوخت‌های هسته‌ای مصرف‌شده را در تأسیسات خود مدیریت می‌کند و در عین حال موجودی مواد را نیز مدیریت می‌کند. قانون سیاست زباله‌های هسته‌ای رویه‌هایی را برای ارزیابی و انتخاب مکان‌هایی برای مخازن از نظر زمین‌شناسی جهت دفع یا ذخیره ایمن ضایعات هسته‌ای تعریف می‌کند. اداره انرژی اتمی همچنین با اداره ملی امنیت هسته‌ای (NNSA) برای از بین بردن پلوتونیوم-۲۳۹ مازاد، غیرهسته‌ای و قابل استفاده در سلاح‌ها همکاری می‌کند. دفتر مدیریت محیط زیست به همراه اداره ملی امنیت هسته‌ای بر انهدام ۲۱ تن مواد اورانیوم با غنای بالای مازاد که حدود ۱۳.۵ تن سوخت هسته‌ای مصرف‌شده دارد، نظارت دارند.